# 麥布頓 (華盛頓州)
麥布頓（英語：Mabton）位於美國華盛頓州雅基馬縣。2000年美國人口普查時人口為1,891人。本市在二十世紀初成立，位於雅基馬印第安保留地的東緣。

## 資料來源
1. ↑  . United States Census Bureau.   [2008-01-31].
2. ↑  . United States Geological Survey. 2007-10-25  [2008-01-31].